# Echiniscus arctomys
Echiniscus arctomys är en djurart som tillhör fylumet trögkrypare, och som beskrevs av Ehrenberg 1853. Echiniscus arctomys ingår i släktet Echiniscus och familjen Echiniscidae. Arten är reproducerande i Sverige. Inga underarter finns listade i Catalogue of Life.